# Тишкокоб
Тишкокоб (исп. Tixkokob) — город в Мексике, штат Юкатан, административный центр одноимённого муниципалитета. Численность населения, по данным переписи 2010 года, составила 10 968 человек.

## Общие сведения
Название Tixkokob c майяйского языка можно перевести как: место ядовитых змей.